# 모디와 마그니
모디(Móði)와 마그니(Magni)는 토르와 거인족 여인 야른삭사(쇠단검) 왕의 사이에서 태어나 아들 형제로, 그들은 라그나로크 이후에 아버지의 쇠망치 묠니르를 되찾는다. 모디와 마그니는 각각 "분노"와 "전능"으로 번역된다. 루돌프 시멕(Rudolf Simek)은 토르의 딸 스루드("힘")와 함께 이들이 자신의 아버지의 기질을 갖고 있다고 언급한다.